# 산업예비군
산업예비군(産業豫備軍, 독일어: Industrielle Reservearmee 인두슈트리엘레 레제어베아르메[*])는 카를 마르크스의 정치경제학적 비판개념 중 하나다. 산업예비군이란 자본주의 사회의 실업자 및 불완전고용자를 가리키는 것이다.
"산업예비군"이라는 말을 처음 사용한 것은 프리드리히 엥겔스다. 엥겔스는 잉글랜드 노동계급의 상황(1845년)에서 이 말을 처음 사용했고, 이후 마르크스가 산업예비군을 자본주의 작동의 필수요소로서 이론화했다.

## 같이 보기
- 완전 고용
- 임금의 철칙
- 필립스 곡선
- 노동력
- 실업
- 임금노예
- 노동계급